# Lineweaver-Burkov dijagram
U biokemiji, Lineweaver-Burkov dijagram (ili dvostruki recipročni dijagram) je grafički prikaz Lineweaver-Burkove jednadžbe za kinetiku enzima, koju su 1934. otkrili Hans Lineweaver i Dean Burk.  Ovaj se dijagram koristi kao grafička metoda za analizu Michaelis-Mentenove jednadžbe:
{\displaystyle V=V_{max}{\frac {[S]}{K_{m}+[S]}}}
recipročna jednadžba је
{\displaystyle {1 \over V}={(K_{m}+[S]) \over (V_{max}[S])}={K_{m} \over V_{max}}{1 \over [S]}+{1 \over V_{max}}}

gdje je V brzina reakcije, Km je Michaelis-Mentenova konstanta, Vmax je maksimalna brzina reakcije, a [S] je koncentracija supstrata.
Lineweaver-Burkov dijagram je koristan za brzo određivanje ključnih parametara u kinetici enzima, kao što su Km i Vmax. Segment na y-osi je na primjer jednak recipročnoj vrijednosti Vmax; dok segment na x-osi prikazuje vrijednost -1/Km.
S obzirom na to da je Lineweaver-Burkov dijagram vrlo osjetljiv na greške u pokusu, smatra se prilično nepouzdanim. U sadašnje se vrijeme više koriste nelinearna regresija ili alternativni oblici Michaelis-Mentenove jednadžbe, kao što je Eadie-Hofstee dijagram.